# Boletina - velikonočnica
Boletina - velikonočnica este o arie protejată (arie specială de conservare — SAC, sit de importanță comunitară — SCI) din Slovenia întinsă pe o suprafață de 1,89 ha, integral pe uscat.

## Localizare
Centrul sitului Boletina - velikonočnica este situat la coordonatele 46°15′04″N 15°27′26″E / 46.251°N 15.4571°E.

## Înființare
Situl Boletina - velikonočnica a fost declarat sit de importanță comunitară în aprilie 2004 pentru a proteja 1 specie de plante. Situl a fost protejat și ca arie specială de conservare în februarie 2012.

## Biodiversitate
Situată în ecoregiunea continentală, aria protejată conține 1 habitat natural: Pajiști uscate seminaturale și facies de acoperire cu tufișuri pe substraturi calcaroase (Festuco-Brometalia) (* situri importante pentru orhidee).
La baza desemnării sitului se află o specie protejată de  plante: sisinei (Pulsatilla grandis).